# Theridiosomatidae
Theridiosomatidae Simon, 1881 è una famiglia di ragni appartenente all'infraordine Araneomorphae.

## Etimologia
Il nome deriva dal greco θηρίδιον, therìdion cioè animaletto, e σῶμα, sòma, cioè corpo, parte centrale, a causa delle dimensioni ridotte dei ragni di questa famiglia, ed il suffisso -idae, che designa l'appartenenza ad una famiglia.

## Caratteristiche

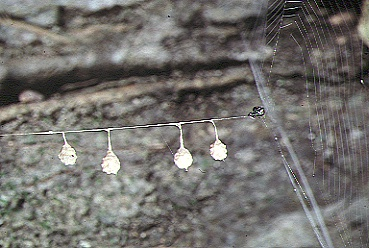
Theridiosomatidae, tela a forma di cono

Sono ragnetti di piccole dimensioni, facilmente riconoscibili in quanto tessono la loro ragnatela a forma di cono o piriforme.

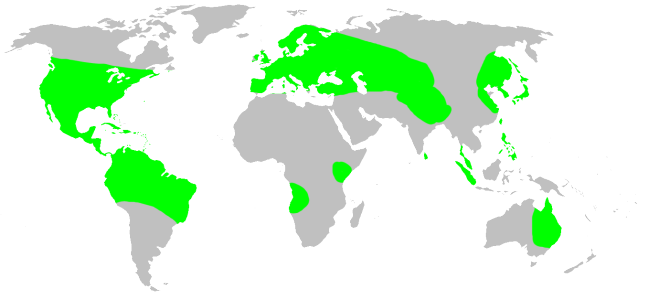
Theridiosomatidae, distribuzione

## Distribuzione
Sono diffusi in America settentrionale, centrale e meridionale, fino all'altezza dell'Uruguay; in tutta Europa, Asia minore e Asia centrale; in Corea, Giappone, Filippine, Australia orientale e parte dell'Africa centrale.

## Tassonomia
Attualmente, a novembre 2020, si compone di 19 generi e 129 specie: la suddivisione in sottofamiglie segue quella dell'entomologo Joel Hallan.
- Eperiotypinae
  - Epeirotypus O. P.-Cambridge, 1894 — dal Messico alla Costa Rica
  - Naatlo Coddington, 1986 — America centrale e meridionale
- Ogulninae
  - Ogulnius O. P.-Cambridge, 1882 — America centrale e meridionale, Asia meridionale
- Platoninae
  - Chthonopes Wunderlich, 2011 — Laos
  - Chthonos Coddington, 1986 — Sudafrica
  - Plato Coddington, 1986 — America meridionale
- Theridiosomatinae
  - Andasta Simon, 1895 — Asia meridionale
  - Baalzebub Coddington, 1986 — Africa centrale e meridionale, Australia
  - Coddingtonia Miller, Griswold & Yin, 2009 — Cina
  - Epilineutes Coddington, 1986 — dal Messico al Brasile
  - Theridiosoma O. P.-Cambridge, 1879 — pressoché cosmopolita
  - Wendilgarda Keyserling, 1886 — America centrale e meridionale, Asia
  - Zoma Saaristo, 1996 — Isole Seychelles
- incertae sedis
  - Cuacuba Prete, Cizauskas & Brescovit, 2018 - Brasile
  - Karstia Chen, 2010 — Cina
  - Menglunia Zhao & Li, 2012 - Cina
  - Parogulnius Archer, 1953 — USA
  - Sinoalaria Zhao & Li, 2014 — Laos, Cina
  - Tagalogonia Labarque & Griswold, 2014 — Filippine

## Generi trasferiti e inglobati
- Alaria Zhao & Li, 2012[3] - Cina
- Luangnam Wunderlich, 2011[4] — Laos